# Orfeo (discográfica)
Orfeo era una compañía discográfica independiente alemana con sede en Múnich, especializada en música clásica. Fue fundada en 1979 por Axel Mehrle y lanzada en 1982. Forma parte de Naxos desde 2015. 
Ha presentado los archivos de la Orquesta Sinfónica de la Radio de Baviera. 